# Macer floridus

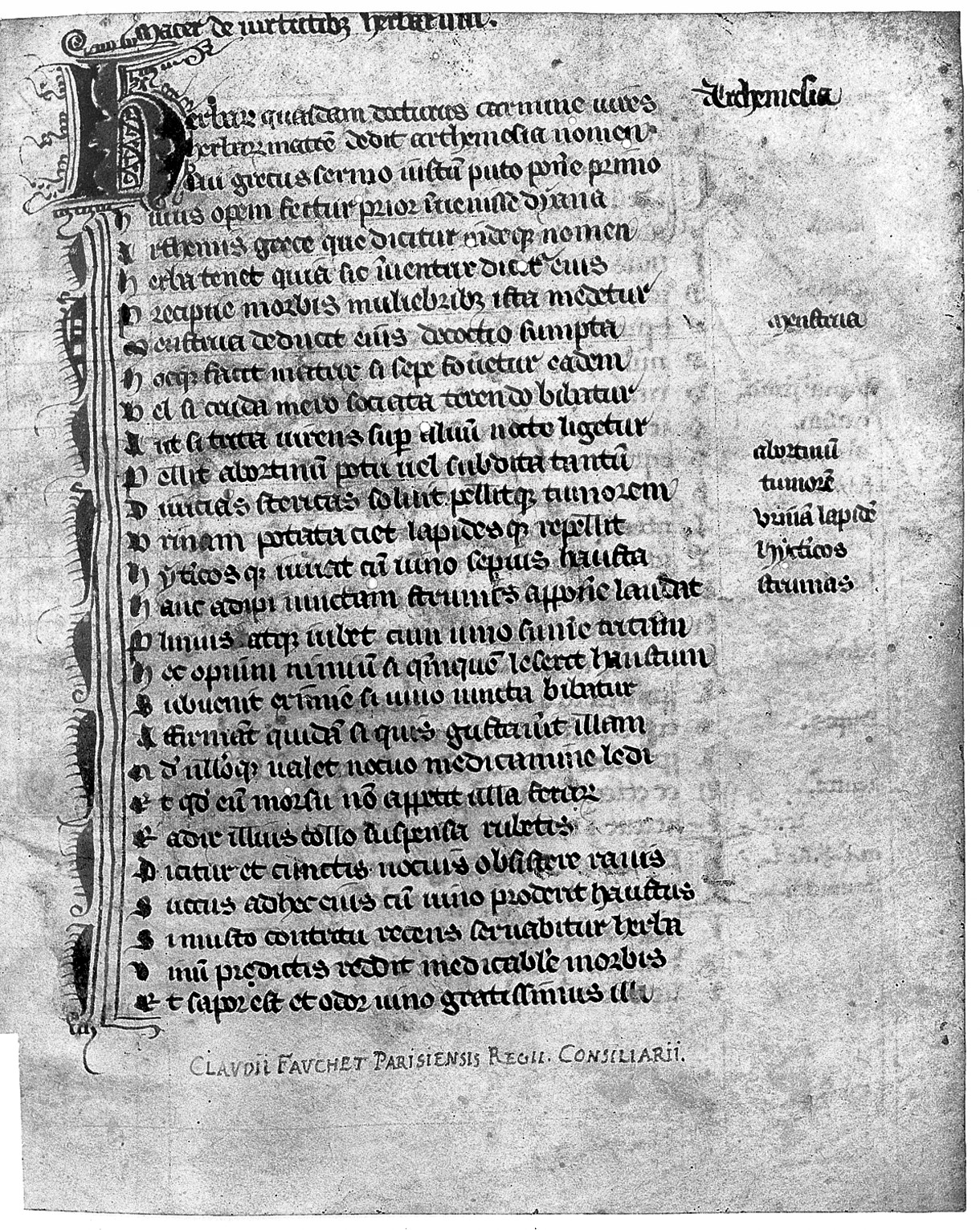
Macer Floridus, De viribus herbarum (14. Jh.)

Macer floridus, auch De viribus herbarum, ist ein von Odo Magdunensis (= Odo von Meung) verfasstes, früher Aemilius Macer namensgebend zugeschriebenes, Lehrgedicht über die gebräuchlichsten Heilkräuter in der Form der lateinischen Hexameter. Es entstand um 1065 in Westfrankreich, wurde in viele Sprachen übersetzt und galt im Mittelalter im mitteleuropäischen Raum als Standardwerk der Kräuterheilkunde.

## Inhalt
Odo Magdunensis aus Meung an der Loire beschrieb um 1070 in einer ersten Fassung 60 Pflanzen und nannte auch deren Primärqualitäten (vgl. Humoralpathologie). Als Quellen dienten ihm die Texte von Plinius dem Älteren, Pedanios Dioskurides, Galenos, aber auch Walahfrid Strabo. Etwas später entstand eine weitere Fassung mit insgesamt 77 Pflanzen, wobei die Ergänzungen dem, einer Drogenkunde Ibn al-Dschazzars entstammenden, Liber graduum vom Übersetzer Constantinus Africanicus aus der Schule von Salerno entnommen sind.
Entgegen dem bekannten Liber de cultura hortorum von Walahfrid, welcher in kunstvoller Weise neben der Heilkunde auch den Gartenbau behandelt, ist Odos Werk ein reines pharmakographisches Lehrgedicht nach den Vorbildern Vergil (Georgica) und Lukrez (De rerum natura). Obwohl Odo den Namen Walahfrids nennt und alle 24 Pflanzen des Hortulus übernimmt, kritisiert er diesen bspw. im Kapitel zum Liebstöckel deutlich. Lediglich das Kapitel zum Fenchel weist Ähnlichkeiten auf. Auch Plinius wird in den Kapiteln zur Weißen Nieswurz und zum Eisenkraut kritisiert, in letzterem sogar der Zauberei bezichtigt, obwohl im Kapitel zum Kreuzkraut eine Art Zauberei bei Zahnschmerzen direkt aus der römischen Quelle übernommen wird.

## Wirkung

### Mittelalter

Manuskript aus dem späten 15. Jahrhundert mit den „Vätern der Medizin“: Neben Hippokrates, Avicenna, Aristoteles, Galenos, Albertus Magnus und Dioskurides ist unten rechts auch ein „Macer“ abgebildet.

Erstmals erwähnt wird der Macer floridus um 1100 in De scriptoribus ecclesiasticis von Sigebertus Gemblacensis. Um diese Zeit lag die Endfassung mit 77 Kapiteln bereits vor. Strittig ist, wann genau die kürzere Urfassung entstanden ist. Hier lässt sich ein recht breites Zeitfenster von etwa 840 (Entstehung des Hortulus) und 1100 (Nennung in De scriptoribus ecclesiasticis) angeben. Für diese Urfassung liegen Handschriften aus dem 12. Jahrhundert vor. Später durchgesetzt hat sich aber alleine die erweiterte Fassung. Hinzu kommt, dass das Werk in der Überlieferung neben zwei Titeln auch zwei Autoren aufweisen kann – neben Odo nämlich noch Aemilius Macer aus Verona, einen Zeitgenossen und Freund von Vergil, Ovid und Vitruv, der 16 v. Chr. gestorben ist. Im Mittelalter nahm man an, dass sich das Gedicht zumindest auf diesen Macer und dessen verschollenes Werk De herbis bezieht. Dies ist die Ursache für den bekannteren, auch heute noch geläufigen Titel Macer floridus. Die Autorenschaft Odos ist unbestritten, seit William Crossgrove 1994 die Urfassung des Gedichtes erforschte und klar belegen konnte, dass es von einem Kleriker in der Tradition der Klostermedizin verfasst wurde.
Im ausgehenden Mittelalter war der Macer floridus im deutschsprachigen Raum weit verbreitet, wurde im Schulunterricht verwendet und lag in etwa jeder zweiten nennenswerten Bibliothek vor. Übersetzt wurde das Werk in zahlreiche Volkssprachen wie Englisch, Spanisch, Dänisch, Französisch und Italienisch. Der englische Geschichtsschreiber Heinrich von Huntingdon nutzte das Lehrgedicht bereits in der ersten Hälfte des 12. Jahrhunderts als Hauptquelle für seinen Anglicanus ortus.
Anfang des 13. Jahrhunderts entstand im Bereich des thüringischen oder schlesischen Hofes eine erste deutsche Übersetzung in Prosaform (genannt Älterer deutscher Macer) Diese Fassung (als Handschrift mgq 1245 in der Staatsbibliothek zu Berlin Preußischer Kulturbesitz) gilt als eine der Quellen für den von Johann Wonnecke von Kaub verfassten Gart der Gesundheit (1485), eines der ersten gedruckten Kräuterbücher, das nachfolgende Werke stark beeinflusste. Eine zweite deutsche Prosabearbeitung, der sogenannte Jüngere deutsche Macer, entstand spätestens im 14. Jahrhundert im mitteldeutschen Raum.
Ein erster Druck (mit 86 Kapiteln) des Macers erfolgte 1477 in Neapel, 1482 gab es auch eine Ausgabe aus Mailand. Ab etwa 1500 wurden auch illustrierte Fassungen mit stark stilisierten Pflanzenabbildungen gedruckt.

### Frühe Neuzeit
Über die frühen Drucke, die dem Gart der Gesundheit folgten, etwa von Rößlin 1533 und Lonitzer 1551 (aufgelegt bis 1783) sowie Tabernaemontanus 1588 gingen Teile des Macer in das Universal Lexicon von Johann Heinrich Zedler ein (erschienen 1732 bis 1754).
Somit war der Macer floridus über mehr als 500 Jahre neben dem Circa instans aus Salerno und der Materia medica von Dioskurides ein bestimmendes Werk der Phytotherapie. Noch heute lassen sich in Hagers Handbuch „volkstümliche Anwendungen“ finden, die im Falle von Beifuß, Eberraute, Knoblauch oder Brennnessel nachweislich auf das Lehrgedicht zurückgehen.
1590, im 7. Band der Huser-Ausgabe der Werke des Paracelsus, wurde ein Kommentar des Paracelsus zum Macer floridus abgedruckt, den Johannes Oporinus (1527–1528/1529 Sekretär des Paracelsus) aus seinen Erinnerungen zusammengetragen hatte.

### 19. und 20. Jahrhundert
1832 edierte Johann Ludwig Choulant in Dresden eine Fassung anhand einer vor Ort befindlichen Handschrift aus dem späten 12. Jahrhundert. Er datierte sie jedoch fälschlicherweise auf das 14. Jahrhundert und gab als alternativen Autor den Abt Otto von Morimond an.
Im späten 20. Jahrhundert erforschten insbesondere Bernhard Schnell und William Crossgrove die Geschichte und Rezeption des Werkes.
Eine erste neuhochdeutsche Fassung des „Macer floridus seu redivivus“ (so genannt von Ernst Meyer) wurde 2001 von den Medizinhistorikern Johannes Gottfried Mayer und Konrad Goehl in Höhepunkte der Klostermedizin (später Kräuterbuch der Klostermedizin) vorgelegt.

## Werkausgaben und Übersetzungen
- Johann Ludwig Choulant (Hrsg.): Macer Floridus ‚De viribus herbarum‘ una cum Walafridi Strabonis, Othonis Cremonensis et Ioannis Folcz' carminibus similis argumenti secundum codices manuscriptos et veteres editiones recensuit, supplevit et adnotatione critica instruxit Ludovicus Choulant. Leopold Voss, Leipzig 1832 (Ausgabe mit 77 Kapiteln).
- Bernhard Schnell, William Crossgrove: Der deutsche „Macer“: Vulgatfassung. Mit einem Abdruck des lateinischen Macer floridus ‘De viribus herbarum’ kritisch herausgegeben. Niemeyer, Tübingen 2003 (= Texte und Textgeschichte. Würzburger Forschungen. Band 50). ISBN 978-3-484-36050-1 (mit Nachdruck der Seiten 28 bis 123 von Choulants Ausgabe von 1832 ohne den kritischen Apparat).
- Ulrike Jansen: "Spuria Macri": Ein Anhang zu "Macer Floridus, De viribus herbarum". Einleitung, Übersetzung, Kommentar. De Gruyter, 2013. (doi:10.1515/9783110308594)
- Aemilius Macer[sic!]: De herbarum virtutibus cum veris figuris herbarum […]. Hrsg. und mit Glossaren versehen von Simon de Lowitz [= der Arzt und Botaniker Syreniusz Symon, Szymon aus Lowicz], Krakau (Officina Ungleriana: Florian Ungler) o. J. (1532); Neudruck Warschau 1979.
- Johannes Gottfried Mayer, Konrad Goehl: Höhepunkte der Klostermedizin: Der „Macer floridus“ und das Herbarium des Vitus Auslasser. Herausgegeben mit einer Einleitung und deutschen Übersetzung. Reprint-Verlag Leipzig, Holzminden 2001, ISBN 3-8262-1120-0 (mit Faksimile der Seiten 28 bis 123 von Choulants Ausgabe von 1832 und fünf ausführlichen Registern).
- Johannes Gottfried Mayer, Konrad Goehl: Kräuterbuch der Klostermedizin: Der „Macer floridus“ – Medizin des Mittelalters. Reprint-Verlag Leipzig, Holzminden 2003, ISBN 978-3-8262-1130-0 (Revidierte Fassung der deutschen Übersetzung); Neudruck ebenda 2013, ISBN 978-3-8262-3057-8.